# Calle El Conde
La calle El Conde es una antigua calle de la Ciudad Colonial de Santo Domingo. Por un tiempo fue una de las principales calles de Santo Domingo.Su nombre se debe al Conde de Peñalva. Esta calle empieza haciendo dos esquinas, empieza en el Monumento Puerta del Conde, en la intersección con la calle Palo Hincado, y finaliza en una escalera de piedra que lleva a la avenida Francisco Alberto Caamaño. Actualmente es la única calle peatonal de Santo Domingo.
En esta calle fue donde aparecieron los primeros edificios de hormigón, art déco y edificios con ascensor en la República Dominicana, como el Edificio Baquero construido en 1927. En esta calle se ubica el primer ayuntamiento de América y la primera catedral de América. En la actualidad es una calle peatonal repleta de comercios, pequeñas plazas, hoteles, restaurantes y lugares turísticos.Pero hay un contraste debido a la gran cantidad de edificios abandonados.
Antiguamente en el período conocido como La danza de los millones, en esta calle había pequeños cines y diversos hoteles. En esa época la calle estaba decorada con pinos y otros árboles que le daban aspecto europeo, mientras que en la actualidad hay mucha decoración caribeña.
- Datos: Q3236933
- Multimedia: Calle El Conde / Q3236933